# 新界區專線小巴88D線
新界區專線小巴88D線是由合和投資營辦的一條專線小巴線，來往宏福花園及葵芳（新都會廣場）。

## 簡介及歷史
- 1996年：此路線為配合宏福花園落成而投入服務。
- 2003年7月：原有營辦商宣佈放棄營運。
- 2003年9月：經運輸署公開招標，[1]最終由合和投資投得。

## 服務時間及班次
| 宏福花園開 | 宏福花園開  | 宏福花園開   | 葵芳（新都會廣場）開 | 葵芳（新都會廣場）開 | 葵芳（新都會廣場）開 |
| 日期       | 服務時間    | 班次（分鐘） | 日期                 | 服務時間             | 班次（分鐘）         |
| ---------- | ----------- | ------------ | -------------------- | -------------------- | -------------------- |
| 每日       | 05:30-07:00 | 5            | 每日                 | 05:45-07:00          | 5                    |
| 每日       | 07:00-09:00 | 3-4          | 每日                 | 07:00-09:00          | 3-4                  |
| 每日       | 09:00-00:00 | 5            | 每日                 | 09:00-00:00          | 5                    |

## 收費
- 全程收費：$5.3

| - 此路線大小同價。 - 65歲或以上長者使用長者或個人八達通（包括「樂悠咭」），合資格殘疾人士使用「殘疾人士身份」個人八達通，以及60至64歲香港居民使用「樂悠咭」繳付車資，均可享有每程劃一$2.0的政府長者及合資格殘疾人士公共交通票價優惠計劃。 - 乘客可以現金或八達通卡於上車時付款，不設找贖。 |

## 行車路線
- 往葵芳（新都會廣場）途經：青敬路、楓樹窩路、青衣鄉事會路、涌美路、青康路、青衣路、青衣大橋、葵青路、興芳路、葵富路、葵仁路及興寧路
- 往宏福花園途經：興寧路、興芳路、葵青路、青衣大橋、青衣路、青康路、涌美路、青衣鄉事會路、楓樹窩路及青敬路

## 外部連結
- 681巴士總站